# Olympische Jugend-Winterspiele 2024/Teilnehmer (Norwegen)
| Gelbes Symbol für Goldmedaillen mit stilisierten Olympischen Ringen | Graues Symbol für Silbermedaillen mit stilisierten Olympischen Ringen | Braundes Symbol für Bronzemedaillen mit stilisierten Olympischen Ringen |
| ------------------------------------------------------------------- | --------------------------------------------------------------------- | ----------------------------------------------------------------------- |
| —                                                                   | 4                                                                     | 3                                                                       |

Norwegen nahm mit 48 Athleten (31 Männer, 17 Frauen) an den Olympischen Jugend-Winterspielen 2024 in der südkoreanischen Provinz Gangwon teil.

## Medaillen

### Medaillenspiegel
| Rang   | Sportart       | Gold | Silber | Bronze | Gesamt |
| ------ | -------------- | ---- | ------ | ------ | ------ |
| 1      | Biathlon       | —    | 2      | 1      | 3      |
| 2      | Skispringen    | —    | 1      | 1      | 2      |
| 2      | Eisschnelllauf | —    | 1      | 1      | 2      |
| Gesamt | Gesamt         | 0    | 4      | 3      | 7      |

### Medaillengewinner
| Name/n                                                                      | Sportart       | Wettkampf                            |
| --------------------------------------------------------------------------- | -------------- | ------------------------------------ |
| Silber                                                                      |                |                                      |
| Tov Røysland                                                                | Biathlon       | 7,5 km Sprint                        |
| Storm Kristoffer Veitsle                                                    | Biathlon       | 12,5 km Einzel                       |
| Miika Johan Klevstuen                                                       | Eisschnelllauf | 500 m                                |
| Kjersti Græsli Ingvild Synnøve Midtskogen Mats Strandbråten Oddvar Gunnerød | Skispringen    | Mixed Team                           |
| Bronze                                                                      |                |                                      |
| Eiril Høistad Nordbø Storm Kristoffer Veitsle                               | Biathlon       | Single-Mixed-Staffel (6 km + 7,5 km) |
| Ingvild Synnøve Midtskogen                                                  | Skispringen    | Normalschanze                        |

## Teilnehmer nach Sportart

### Biathlon
| Athleten                                                                               | Wettbewerbe                           | Zeit        | Fehler         | Rang   |
| -------------------------------------------------------------------------------------- | ------------------------------------- | ----------- | -------------- | ------ |
| Frauen                                                                                 |                                       |             |                |        |
| Eiril Høistad Nordbø                                                                   | 6 km Sprint                           | 22:04,0 min | 4 (0+4)        | 21     |
| Eiril Høistad Nordbø                                                                   | 10 km Einzel                          | 38:40,1 min | 3 (1+0+1+1)    | 06     |
| Julie Tronerud Kvelvane                                                                | 6 km Sprint                           | 21:07,6 min | 4 (1+3)        | 06     |
| Julie Tronerud Kvelvane                                                                | 10 km Einzel                          | 43:12,1 min | 9 (3+3+3+0)    | 32     |
| Sara Agnethe Granvang Tronrud                                                          | 6 km Sprint                           | 22:02,9 min | 3 (2+1)        | 20     |
| Sara Agnethe Granvang Tronrud                                                          | 10 km Einzel                          | 44:29,5 min | 8 (2+1+1+4)    | 50     |
| Marie Lund Flaa                                                                        | 6 km Sprint                           | 22:25,2 min | 3 (2+1)        | 26     |
| Marie Lund Flaa                                                                        | 10 km Einzel                          | 46:29,5 min | 9 (2+3+1+3)    | 63     |
| Männer                                                                                 |                                       |             |                |        |
| Storm Kristoffer Veitsle                                                               | Sprint 7,5 km                         | 23:03,3 min | 3 (2+1)        | 15     |
| Storm Kristoffer Veitsle                                                               | Einzel 12,5 km                        | 42:25,5 min | 3 (2+0+1+0)    | Silber |
| Tov Røysland                                                                           | Sprint 7,5 km                         | 21:29,5 min | 1 (0+1)        | Silber |
| Tov Røysland                                                                           | Einzel 12,5 km                        | 43:51,8 min | 4 (0+1+1+2)    | 06     |
| Sigurd Lysberg Lehn                                                                    | Sprint 7,5 km                         | 23:42,3 min | 5 (1+4)        | 26     |
| Sigurd Lysberg Lehn                                                                    | Einzel 12,5 km                        | 48:38,9 min | 9 (1+4+0+4)    | 47     |
| Ole Øyvind Gebhardt                                                                    | Sprint 7,5 km                         | 25:49,4 min | 6 (4+2)        | 70     |
| Ole Øyvind Gebhardt                                                                    | Einzel 12,5 km                        | 45:54,4 min | 6 (1+0+3+2)    | 22     |
| Mixed                                                                                  |                                       |             |                |        |
| Eiril Høistad Nordbø Storm Kristoffer Veitsle                                          | Single-Mixed-Staffel (6 km + 7,5 km)  | 44:58,5 min | 1+9 (0+3 1+6)  | Bronze |
| Sara Agnethe Granvang Tronrud Julie Tronerud Kvelvane Sigurd Lysberg Lehn Tov Røysland | Mixed-Staffel (2 × 6 km + 2 × 7,5 km) | 1:18:50,3 h | 5+13 (2+6 3+7) | 4      |

### Curling
| Wettbewerb             | Mixed Team                                                                                       | Mixed Doppel                                                              |
| ---------------------- | ------------------------------------------------------------------------------------------------ | ------------------------------------------------------------------------- |
| Athleten               | Melina Nathalie Trøan Lydia Andvik Haagensen Alexander Hewitt Johansen Torstein Høiholt-Vågsnes  | Sylvi Iines Hausstätter Sondre Svorkmo-Lundberg                           |
| Vorrunde               | Vereinigte Staaten 3:8 Schweden 7:10 Nigeria 21:0 China 4:11 Türkei 5:0 Neuseeland 5:2 Japan 4:8 | Schweden 6:7 Katar 15:0 Ukraine 7:2 Vereinigte Staaten 3:8 Slowenien 14:4 |
| Viertelfinale          | ausgeschieden                                                                                    | ausgeschieden                                                             |
| Halbfinale             | ausgeschieden                                                                                    | ausgeschieden                                                             |
| Finale/Spiel um Bronze | ausgeschieden                                                                                    | ausgeschieden                                                             |
| Rang                   | 9                                                                                                | 9                                                                         |

### Eishockey
| Wettbewerb             | Frauen Mannschaft |
| ---------------------- | --- |
| Athleten               | Tuva Are-Ekstrøm Shiva Nobari Hanna Eline Engløkk Mille Are-Ekstrøm Tyra Knedal Sawyer Mari Brevik Kristiansen Maja Kvandal Raknes Thilde Elisabeth Lillenes-Taftø Fiona Angela Raya Larsen Ragnhild Klomstad Pia Helle Julie Vilje Rosenlund Elvira Stavnes Cornelia Bax-Kristiansen Timea Scurkova Vilde Mathilde Jolma-Stensland Eneah Holm Jenny Bekken |
| Vorrunde               | Schweden 1:5 (0:1, 0:1, 1:3) Japan 1:5 (0:1, 0:0, 1:4) |
| Halbfinale             | ausgeschieden |
| Finale/Spiel um Bronze | ausgeschieden |
| Rang                   | 6 |

### Eisschnelllauf
| Athleten              | Wettbewerb | Zeit        | Rang   |
| --------------------- | ---------- | ----------- | ------ |
| Frauen                |            |             |        |
| Martine Solem         | 500 m      | 41,93 s     | 14     |
| Martine Solem         | 1500 m     | 2:12,28 min | 16     |
| Anne Sofie Birkedal   | 500 m      | 42,60 s     | 18     |
| Anne Sofie Birkedal   | 1500 m     | 2:18,59 min | 24     |
| Männer                |            |             |        |
| Eirik Andersen        | 500 m      | 37,90 s     | 12     |
| Eirik Andersen        | 1500 m     | 1:54,04 min | 04     |
| Miika Johan Klevstuen | 500 m      | 36,79 s     | Silber |
| Miika Johan Klevstuen | 1500 m     | 1:57,18 min | 13     |

| Athleten                            | Wettbewerb  | Halbfinale  | Halbfinale | Finale        | Finale        |
| Athleten                            | Wettbewerb  | Zeit        | Rang       | Zeit          | Rang          |
| ----------------------------------- | ----------- | ----------- | ---------- | ------------- | ------------- |
| Frauen                              |             |             |            |               |               |
| Martine Solem                       | Massenstart | 6:23,64 min | 3          | 5:59,56 min   | 13            |
| Anne Sofie Birkedal                 | Massenstart | 6:02,03 min | 11         | ausgeschieden | ausgeschieden |
| Männer                              |             |             |            |               |               |
| Eirik Andersen                      | Massenstart | 5:31,27 min | 2          | 5:30,17 min   | Bronze        |
| Miika Johan Klevstuen               | Massenstart | 6:21,03 min | 2          | 5:31,86 min   | 12            |
| Mixed                               |             |             |            |               |               |
| Martine Solem Miika Johan Klevstuen | Staffel     | 3:12,19 min | 6          | ausgeschieden | ausgeschieden |

### Freestyle-Skiing
| Athleten             | Wettbewerb | Qualifikation | Qualifikation | Finale        | Finale        | Rang |
| Athleten             | Wettbewerb | Punkte        | Rang          | Punkte        | Rang          | Rang |
| -------------------- | ---------- | ------------- | ------------- | ------------- | ------------- | ---- |
| Männer               |            |               |               |               |               |      |
| Filip Stene-Johansen | Slopestyle | 52,75         | 17            | ausgeschieden | ausgeschieden | 17   |
| Filip Stene-Johansen | Big Air    | 70,50         | 13            | ausgeschieden | ausgeschieden | 13   |
| Theodor Skarpnord    | Slopestyle | 55,75         | 14            | ausgeschieden | ausgeschieden | 14   |
| Theodor Skarpnord    | Big Air    | 85,00         | 6             | 127,50        | 6             | 6    |

### Nordische Kombination
| Athleten                                                        | Wettbewerb                                | Skispringen                    | Skispringen | Skispringen | Langlauf    | Langlauf | Rang |
| Athleten                                                        | Wettbewerb                                | Weite                          | Punkte      | Rang        | Zeit        | Rang     | Rang |
| --------------------------------------------------------------- | ----------------------------------------- | ------------------------------ | ----------- | ----------- | ----------- | -------- | ---- |
| Frauen                                                          |                                           |                                |             |             |             |          |      |
| Ingrid Låte                                                     | Gundersen Normalschanze / 4 km            | 103,0 m                        | 115,0       | 5           | 12:13,9 min | 5        | 5    |
| Nora Helene Evans                                               | Gundersen Normalschanze / 4 km            | 94,0 m                         | 102,6       | 11          | 13:32,0 min | 13       | 13   |
| Männer                                                          |                                           |                                |             |             |             |          |      |
| Sverre Kumar Lundeby                                            | Gundersen Normalschanze / 6 km            | 95,0 m                         | 105,8       | 16          | 15:49,5 min | 15       | 15   |
| Erik Leiråmo                                                    | Gundersen Normalschanze / 6 km            | 99,5 m                         | 113,9       | 11          | 15:18,4 min | 9        | 9    |
| Mixed                                                           |                                           |                                |             |             |             |          |      |
| Nora Helene Evans Sverre Kumar Lundeby Erik Leiråmo Ingrid Låte | Team Gundersen Normalschanze / 4 × 3,3 km | 91,0 m 101,5 m 101,0 m 105,5 m | 448,4       | 1           | 35:17,8 min | 5        | 5    |

### Rennrodeln
| Athleten          | Wettbewerb | Lauf 1   | Lauf 1 | Lauf 2   | Lauf 2 | Gesamt       | Gesamt |
| Athleten          | Wettbewerb | Zeit     | Rang   | Zeit     | Rang   | Zeit         | Rang   |
| ----------------- | ---------- | -------- | ------ | -------- | ------ | ------------ | ------ |
| Männer            |            |          |        |          |        |              |        |
| Ola Brandstadmoen | Einsitzer  | 47,131 s | 6      | 47,247 s | 7      | 1:34,378 min | 6      |

### Skispringen
| Athleten                                                                    | Wettbewerb               | 1. Durchgang                  | 1. Durchgang | 1. Durchgang | 2. Durchgang                 | 2. Durchgang | 2. Durchgang | Gesamt | Gesamt |
| Athleten                                                                    | Wettbewerb               | Weite                         | Punkte       | Rang         | Weite                        | Punkte       | Rang         | Punkte | Rang   |
| --------------------------------------------------------------------------- | ------------------------ | ----------------------------- | ------------ | ------------ | ---------------------------- | ------------ | ------------ | ------ | ------ |
| Frauen                                                                      |                          |                               |              |              |                              |              |              |        |        |
| Kjersti Græsli                                                              | Normalschanze            | 95,0 m                        | 89,3         | 6            | 101,0 m                      | 100,1        | 5            | 189,4  | 5      |
| Ingvild Synnøve Midtskogen                                                  | Normalschanze            | 104,5 m                       | 109,7        | 2            | 95,0 m                       | 95,0         | 7            | 204,7  | Bronze |
| Männer                                                                      |                          |                               |              |              |                              |              |              |        |        |
| Mats Strandbråten                                                           | Normalschanze            | 94,0 m                        | 89,2         | 12           | 100,5 m                      | 102,3        | 6            | 191,5  | 11     |
| Oddvar Gunnerød                                                             | Normalschanze            | 94,5 m                        | 86,9         | 14           | 83,5 m                       | 57,9         | 30           | 144,8  | 20     |
| Mixed                                                                       |                          |                               |              |              |                              |              |              |        |        |
| Kjersti Græsli Oddvar Gunnerød Ingvild Synnøve Midtskogen Mats Strandbråten | Normalschanze Mannschaft | 106,5 m 97,0 m 102,0 m 90,0 m | 398,1        | 2            | 95,0 m 97,0 m 107,5 m 92,5 m | 420,2        | 2            | 818,3  | Silber |

### Snowboard
| Athleten     | Wettbewerb | Qualifikation | Qualifikation | Finale        | Finale        | Rang |
| Athleten     | Wettbewerb | Punkte        | Rang          | Punkte        | Rang          | Rang |
| ------------ | ---------- | ------------- | ------------- | ------------- | ------------- | ---- |
| Männer       |            |               |               |               |               |      |
| Niklas Sukke | Slopestyle | 28,75         | 17            | ausgeschieden | ausgeschieden | 17   |
| Niklas Sukke | Big Air    | 72,75         | 9             | DNS           | DNS           | 10   |

## Trivia
Erstmals in der Geschichte der Olympischen (Jugend) Winterspiele entsandte Norwegen keine Athleten in den Disziplinen Skilanglauf bzw. Ski Alpin. Der norwegische Skiverband begründete dies mit einem zu Hohen Leistungsdruck bei den jungen Athleten.